# Нікопольський тролейбус
Нíкопольський троле́йбус — проєкт тролейбусної системи, що передбачав будівництво у місті Нікополі.

## Історія
У травні 1973 року Нікопольська міська рада подала уряду СРСР прохання щодо фінансування будівництва тролейбусної системи в місті Нікополь. Передбачалось прокласти лінію від центру міста до феросплавного й трубного заводів. Загальна довжина тролейбусної мережі мала б складати близько 14 км.
У 1994 році розпочалося будівництво лише на ділянці від залізничного вокзалу до феросплавного заводу (завдожки 6 км). На той час було заплановано придбати 12 тролейбусів виробництва Південного машинобудівного заводу ЮМЗ Т2 та розпочати тролейбусний рух до 1996 року. Однак, через нестачу коштів на реконструкцію мосту, що унеможливило подовження лінії до центру, будівництво припинилося. Уздовж вулиці Електрометалургів залишились опори, що мали б тримати контактну мережу.